# 26 Aurigae
26 Aurigae, som är stjärnans Flamsteed-beteckning, är en dubbelstjärna i den södra delen av stjärnbilden Kusken. Den har en genomsnittlig kombinerad skenbar magnitud på ca 5,41 och är svagt synlig för blotta ögat där ljusföroreningar ej förekommer. Baserat på parallaxmätning inom Hipparcosuppdraget på ca 5,8 mas, beräknas den befinna sig på ett avstånd på ca 567 ljusår (ca 174 parsek) från solen, men avståndsbestämningen är mycket svag. Den rör sig bort från solen med en heliocentrisk radialhastighet på ca 1 km/s.

## Egenskaper
Primärstjärnan 26 Aurigae A är en gul till vit jättestjärna av spektralklass G8 III. Den har en massa som är ca 2,1 solmassor, en radie som är ca 11 solradier  vid en effektiv temperatur på ca 6 500 K.
26 Aurigae är en dubbelstjärna där de två stjärnorna kretsar runt varandra med en omloppsperiod av 52,735 år, en ellipticitet av 0,653 och en vinkelseparation av 0,154 bågsekunder. Konstellationen består av en stjärna av magnitud 6,29 och en varmare stjärna av magnitud 6,21, som har klassificerats som en tidig huvudseriestjärna av spektraltyp B till en underjätte av spektraltyp A. 26 Aurigae A är den svala jättestjärnan, den ljusare men mindre massiva av paret. Den hetaste stjärnan listas ibland som primärstjärna på grund av dess starkare framträdande i det blandade spektrumet. 26 Aurigae är också en misstänkt variabel stjärna, som kombinerat varierar mellan visuell magnitud +5,40 och 5,45.